# 매직 머시룸스
매직 머시룸스(영어: The Magic Mushrooms)는 1960년대에 활동하던 미국의 사이키델릭 개러지 록 밴드이다. 필라델피아의 펜실베이니아 대학교에 재학 중이던 다섯 명의 학생이 결성하였다. 멤버로는
- 조 라카베라 (드럼)
- 스튜 프리먼 (보컬, 기타)
- 테드 카힐 (리드 기타, 오토하프) (본명 에드워드 나비에 카힐; 1947년 9월 19일 ~ 2020년 3월 16일)[1]
- 딕 리처드슨 (키보드)
- 찰스 잉게르솔 (베이스)

매직 머시룸은 1학년이 시작된지 얼마 되지 않아 함께 모여 연습을 시작하였다. 매직 머시룸이라는 이름은 앨런 긴즈버그가 1965년 가을 강의를 위해 대학교에 방문했을 때 붙인 것이다. 1966년 봄, 밴드는 보컬, 플루트, 하모니카를 연주하던 펜 캠퍼스의 경쟁 밴드 조시 라이스를 합류시켰다. 그로부터 2달에서 3달이 지난 후 조시가 왔을 때 딕과 찰스는 밴드를 떠났으며, 자리는 각각 밥 그래디와 크리스 바비에리로 대체됐다.
밴드는 나중에 가을에 드렉셀 대학교에서 연주할 당시 소니 카셀라의 귀에 들어갔으며, 카셀라는 밴드와 계약하였다. 매직 머시룸스는 1966년 봄까지 필라델피아 지역에서 공연을 진행했고, 대부분은 새 매니저가 만들어낸 것이었다.
밴드의 첫 싱글인 〈It's A-Happening〉은 1966년 9월에 발매되어 빌보드 핫 100 93위에 이름을 올렸으며, 11월의 딱 한 주만 진입했다. 이후 1972년 《Nuggets》 컴필레이션에 수록됐다.
〈It's A-Happening〉은 스튜 프리먼과 조시 라이스가 썼다. 소니 카셀라가 프로듀싱과 편곡, 믹싱을 맡았다. A&M 레코드의 허브 앨퍼트가 매직 머시룸스의 의미를 알게 되었고, 밴드가 이름을 바꾸려고 하지 않자 음반을 시장에 내놓지 않았다.
샌디에고에서는 오직 하나의 싱글 〈I'm Gone〉(B 사이드 〈Cry Baby〉)를 발매한 동명의 사이키델릭 개러지 밴드 매직 머시룸(영어: The Magic Mushroom)이 존재했다.

## 디스코그래피
- It's A-Happening b/w Never More (1966)
- Look In My Face b/w Never Let Go (1967)
- Municipal Water Maintenance Man b/w Let The Rain Be Me (1968)